# Joe Dempsie
Joseph Maxwell Dempsie (Liverpool, 1987. június 22. –) angol színész, a Skins című BAFTA-nyertes brit televíziós sorozat szereplője, továbbá a Trónok harca című fantasy-sorozatban is játszik.

## Életpályája
Joe a West Bridgford Schoolba járt középiskolába, de a nottinghami Central Junior Television Workshopban tanulta a színészi szakmát. Ez egy olyan brit szervezet, amely ingyenesen vállalja a 7 és 21 év közötti gyermekek felkészítését a média területein.
Legismertebb szerepét az angol E4 Skins című sorozatában nyújtotta, mint Chris Miles. Karaktere egy gyógyszerfüggő fiú, akinek öccse meghal, és családja is elhagyja. Chrisnek később viszonya lesz a pszichológia-tanárnőjével, majd a fiú Jal mellett köt ki, aki terhes lesz tőle, de a babát később elveteti.
Joe korábban szerepelt olyan angol sorozatokban, mint a Doctors, a Peak Practice és a Sweet Medicine, illetve szerepelt a One for the Road és a Heartland című filmekben is, utóbbiban Craiget alakította.
A Ki vagy, doki? című sorozat negyedik évadjában Cline-t játszotta „A doktor lánya” című epizódban.
2008. április 18-án a Friday Night Project-ben Geri Halliwell-lel szerepelt együtt.
2009-ben a The Damned United című filmben láthattuk, melyben Duncan McKenzie-t alakítja. A film további szereplői között lesz Jim Broadbent, Timothy Spall, Stephen Graham és Michael Sheen is.
Szerepet vállalt a Trónok harca (Game of Thrones) című sorozat több részében is. Felbukkan már az első évadban, de a második évadban több részben is szerepel.

## Film- és sorozatszerepei
- Doktorok (2001–2004)
- A szív és vidéke (2002)
- Skins (2007-2008)
- Ki vagy, doki? (2008)
- Merlin kalandjai (2008)
- Az elátkozott Leeds United (2009)
- Ez itt Anglia ’86 (2010)
- Az élet megy tovább (2011)
- Trónok harca (2011–2019)
- Az új világ (2014)
- Monsters: Sötét kontinens (2014)
- Deep State – Háttérhatalom (2018–2019)

## Fordítás
- Ez a szócikk részben vagy egészben  a   Joe Dempsie című angol Wikipédia-szócikk fordításán alapul.  Az eredeti cikk szerkesztőit annak laptörténete sorolja fel. Ez a jelzés csupán a megfogalmazás eredetét és a szerzői jogokat jelzi, nem szolgál a cikkben szereplő információk forrásmegjelöléseként.